# ミラクルマジカルヘルシーパワー
「ミラクルマジカルヘルシーパワー」は、わーすたの配信限定シングル。2023年7月19日にiDOL Streetから発売された。

## 概要
シングルやアルバムからの単曲先行配信を除くと『おやすみ Stay Home Piano ver.』以来の配信限定シングルである。「わーすた × nosh コラボキャンペーン」にあわせて製作された。
2023年6月17日および6月18日の午後8時、わーすたスタッフの公式Twitterアカウント上で「マジカルミラクルヘルシーパワー」のMVを6月19日午後10時に公開する旨を告知するYouTubeショート動画が公開された。6月19日午後10時、「マジカルミラクルヘルシーパワー」のMVが公開され、公式サイトでは7月19日に「マジカルミラクルヘルシーパワー」がデジタルシングルとしてリリースされることが発表された。6月20日には「わーすた × nosh コラボキャンペーン」についての報道があった。6月24日にSHIBUYA PLEASURE PLEASUREで行われた『わーしっぷライブ2023〜お乗り換えはこちらです!〜』で初披露された。
振付はCRE8BOYが担当している。メンバーの衣装はnoshで使われる食材「ポーク」「ビーフ」などをそれぞれイメージしている。本作ではダンス動画も作成され、リリース日である7月19日に公開された。
8月30日に発売された『メロメロ!ラヴロック』には収録が見送られ、2024年2月21日に発売された『えいきゅーむちゅーでこうしんちゅっ!♡』にMVを含め収録されることになった。

### 衣装

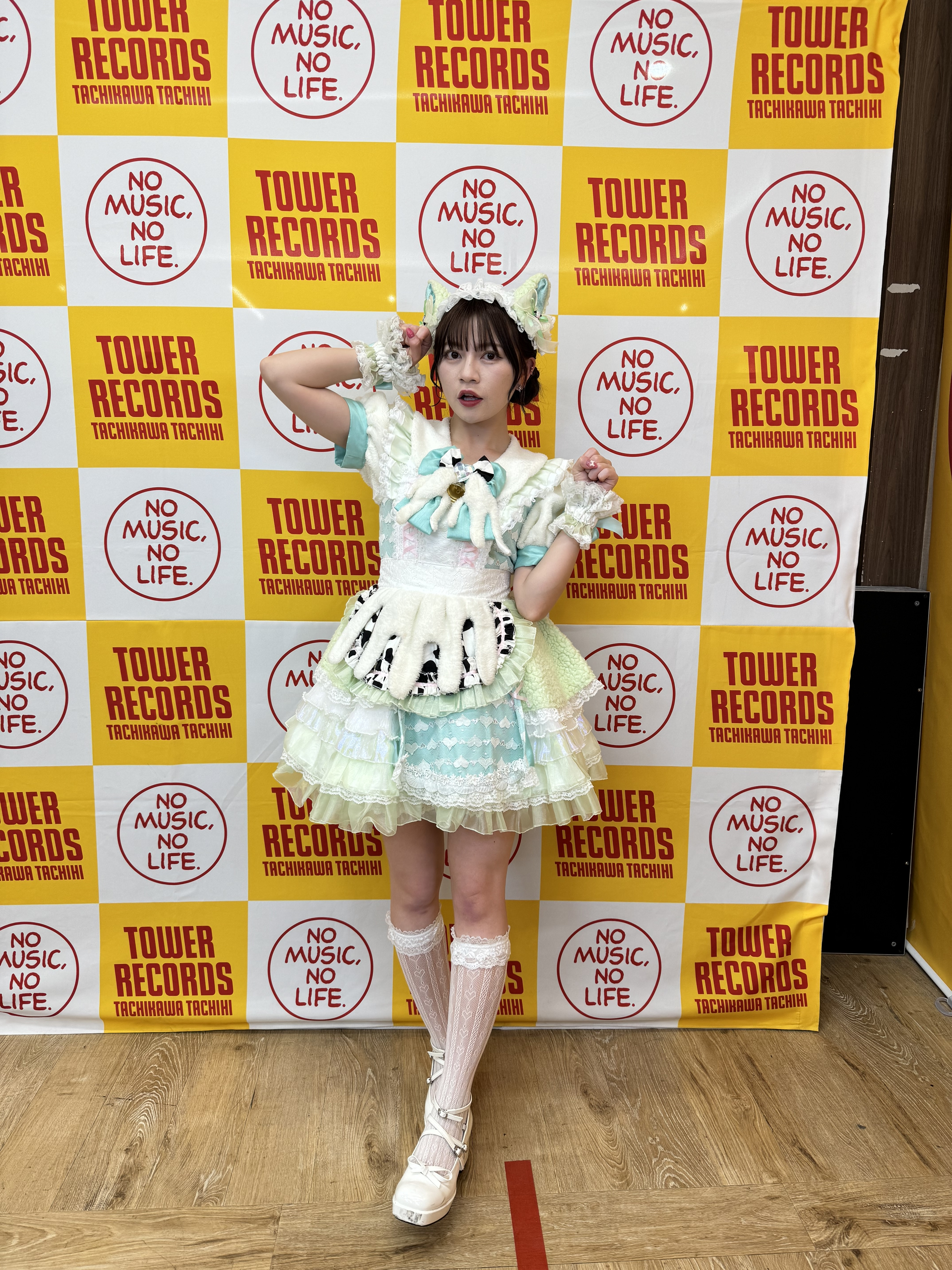
廣川奈々聖
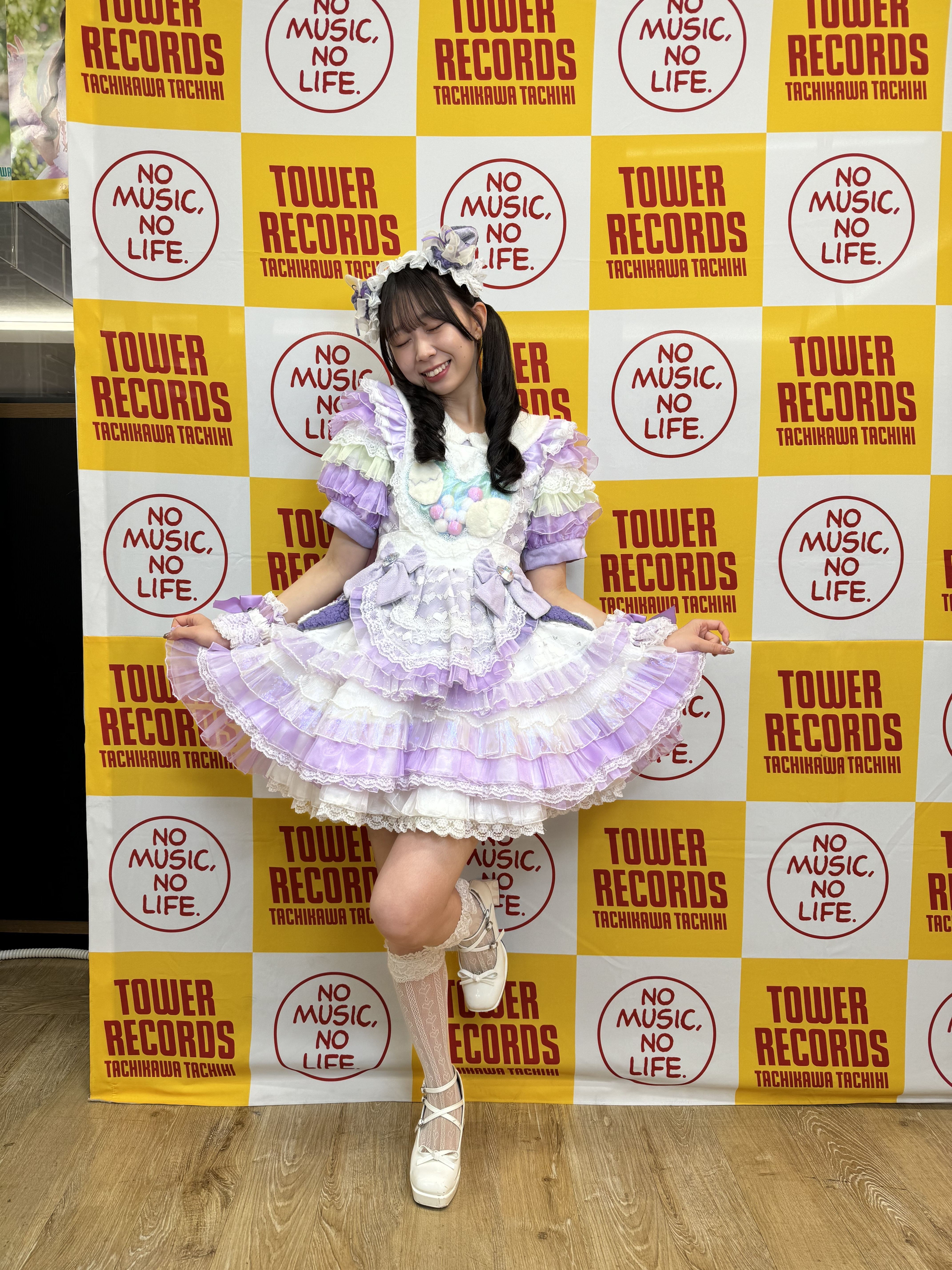
松田美里
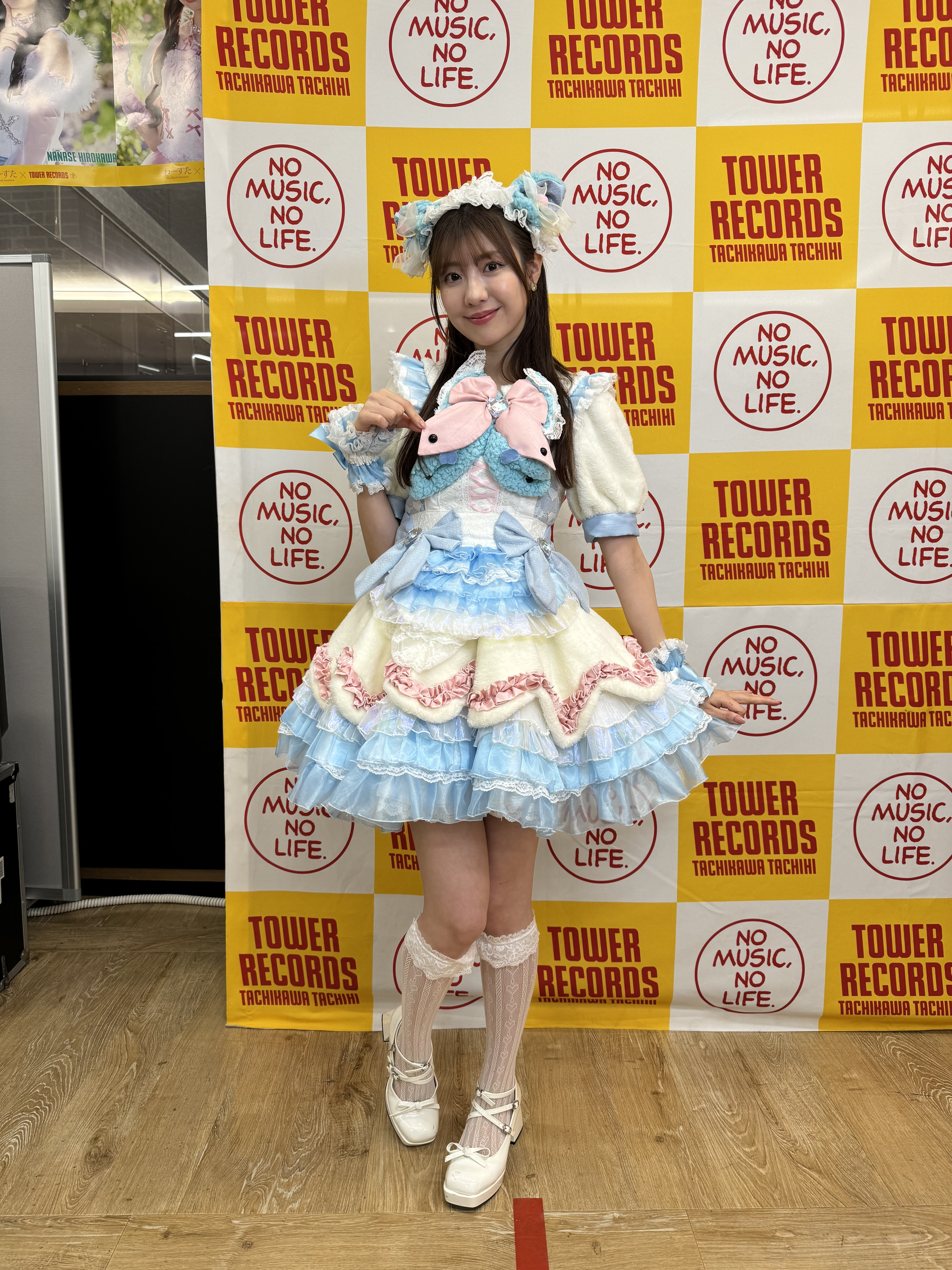
小玉梨々華
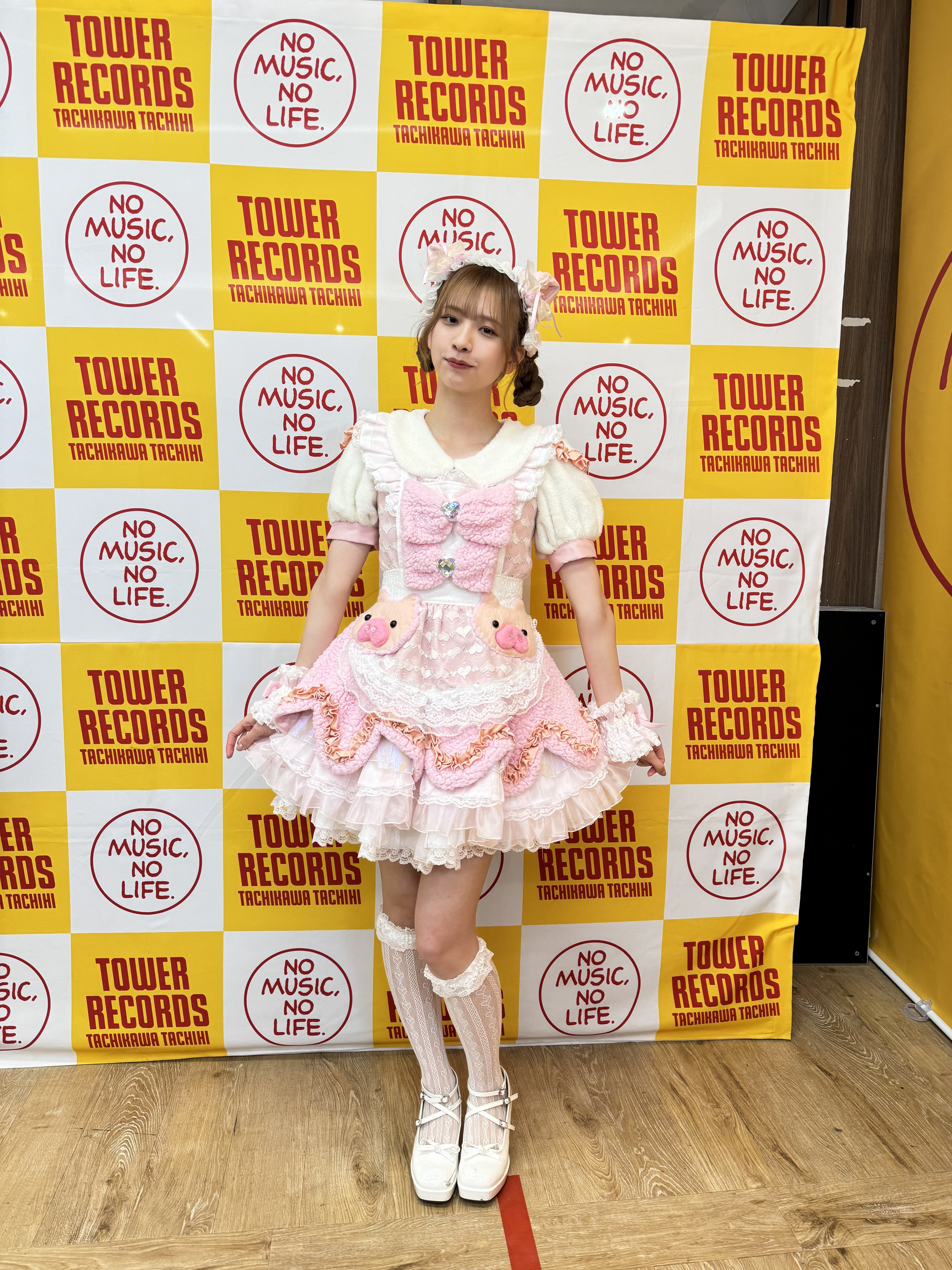
三品瑠香

## 収録曲
1. ミラクルマジカルヘルシーパワー
作詞：やしきん、作曲・編曲：岸田勇気

## 参加ミュージシャン
ミラクルマジカルヘルシーパワー
- Gt：佐々木秀尚
- Ba：工藤嶺
- Dr：北村望
- All other instruments & Programming：岸田勇気

## 音楽配信
2023年7月19日に配信。本作ではハイレゾ音源や、「ミラクルマジカルヘルシーパワー」のMVは配信されなかった。

## リリース、プロモーション、マーケティング

### プロモーション
2023年7月16日、7月23日の2週にわたり、ABCラジオで特別番組「わーすたのにゃんだふるラジオ！」に出演した。

### リリースイベント
CDもミュージックカードも販売しないため、イベントはない。2023年8月30日に発売されたシングル「メロメロ!ラヴロック」のリリースイベントで披露されることはあった。
なお、LINE MUSICでの再生回数キャンペーンは本作でも開催された。